# Evidence trestního řízení
Evidence trestního řízení (ETŘ), je neveřejný informační systém sloužící k dokumentování průběhu trestního a přestupkového řízení, a též dalších agend zpracovávaných Policií České republiky. Systém není uveden v databázi informačních systémů veřejné správy, kterou vede Min. vnitra. První verze ETŘ 1.0 byla spuštěna v rámci pilotního projektu na Městském ředitelství Policie ČR v Brně 1. října 2004. Systém byl v průběhu vývoje rozšířen o další moduly a je nadále aktivně vyvíjen.

## Počátky systému
Informační systém ETŘ je následníkem informačních systémů ETČ a EPŘ (Evidencí trestných činů a Evidencí přestupků), které vznikly na Okresním ředitelství Zlín a následně byly převzaty a dále ve spolupráci rozvíjeny na Městském ředitelství PČR v Brně. První řádky programového kódu ETŘ byly napsány v prosinci 2003. Betatestování začalo ve větší míře probíhat na v Brně a ve Zlíně a posléze i na Národní protidrogové centrále, která byla historicky prvním pracovištěm ze kterého nepocházel žádný z vývojářů, kde se systém začal zkoušet v praxi. Poprvé byl systém nasazen ve verzi 1.0 na Městském ředitelství ČR v Brně 1. října 2004. V první verzi měl systém omezenou funkcionalitu a nahrazoval pouze stávající užívané informační systémy, se snahou převést jejich rozsah z útvarových systémů (lokalizovaných zejména na obvodních odděleních policie) na okresní.
V té době byl systém určen zejména pro zpracování základní agendy těchto útvarů a jako takový se i přes počáteční obtíže začal rozšiřovat dále v policii. Stěžejním se pro otestování systému ve větším měřítku ukázalo být nasazení v rozsahu celého kraje, které položilo základy jednotnosti systému v rámci police a ukázalo jeho cestu jako jednotícího a základního systému.
Královéhradecký kraj tak byl prvním, který systém ETŘ nasadil plošně na celém území své působnosti a pokořil tak rozsahem nasazení samotnou kolébku vývojářů systému. V těchto okamžicích se též začíná projevovat nutnost dalších úprav systému pro potřeby Služby kriminální police a vyšetřování, jejíž rozsah činností a složitosti agend přesahuje tu okresní. Je potřeba zmínit, že počátky systému byly nelehké, systém vznikal takzvaně zdola a měl velmi slabou legislativní oporu. 
Přes počáteční obtíže se přesto podařilo získat podporu služebních funkcionářů a klíčových manažerů zodpovědných za rozvoj informatiky v rámci resortu. V průběhu této doby ETŘ prodělávalo bouřlivý rozvoj do okamžiku, kdy byla ustanovena řídící skupina ETŘ a jeho rozvoj byl dále soustředěně rozvíjen. Zatěžkávacím obdobím jak pro vývojáře tak pro uživatele byl přechod na nové územní členění na konci roku 2008. Do té doby každé okresní nebo městské ředitelství mělo vlastní lokální ETŘ (celkem cca 86). Na přelomu roku 2008/2009 byla tato okresní ETŘ převedena na tzv. krajská, což kromě snížení počtu provozovaných ETŘ znamenalo zvýšení požadavků na technickou infrastrukturu, na které jsou provozovány.

## Současnost
V roce 2009 byly realizovány nákupy nového hardwaru určeného pro běh informačního systému ETŘ a je prováděn převod systému na tuto platformu. ETŘ je migrováno na nejnovější platformu současných technologií, která je zároveň sjednocována. Doposud ETŘ podporovalo tři verze operačního systému použitelného jako aplikační server a tři verze databázového serveru. Na dalších verzích byl systém provozovaný, nicméně podpora k němu poskytovaná nebyla nikdy oficiální. Nejnovější nasazená verze systémů má označení ETŘ 14.20 Marlowe. Informační systém ETŘ jako první položil základy tzv. elektronického spisu, což je v současné podobě zejména export dat relevantních k trestnímu řízení předávaných v rámci pilotního projektu na státní zastupitelství. Pilotní projekt předávání tzv. elektronické neověřené kopie spisu (relevantní spisový materiál neopatřený elektronickým podpisem) je provozován zejména na krajských ředitelstvích Police ČR Jihomoravského a Královéhradeckého kraje. V roce 2011 byl ve zkušebním provozu v rámci Jihomoravského kraje umožněn přímý přístup státním zástupcům.

## Další vývoj
Systém je dále rozvíjen a řízen řídící skupinou zřízenou rozkazem policejního prezidenta. V současnosti je to základní a nosný informační systém užívaný v rámci Policie ČR. Náhrada systému ETŘ je pouze ve fázi úvah a spekulací a naráží zejména na množství finančních prostředků nutných pro vývoj a nasazení informačního systému rozsahu a složitosti které pokrývá informační systém ETŘ.

## Hlavní funkcionality systému
- Evidence dokumentů a vedení spisové služby
- Zpracování a uchovávání formulářů
- Odesílání a příjem zpráv ze systému datových schránek - (ISDS)
- Vytváření podkladů pro statistické vykazování trestné činnosti
- Lustrace osob vůči centrálním registrům, rejstříku trestů, databázi pátrání po osobách a motorových vozidlech
- Odesílání dat do dalších systémů v rámci PČR i dalších
- Vytváření elektronické podoby spisu (též tzv. "elektronického spisu" nebo ENKOS, což je zkratka pro elektronickou neověřenou kopii spisu)
- Evidence příkazního řízení (pokut uložených příkazem, zejména v dopravě)
- Předávání celého spisu nebo jeho částí mezi jednotlivými články (kraji resp. celorepublikovými útvary PČR)
- Od října 2016 předávání dat do ISEP - Informační systém Evidence přestupků
- Zpřístupňování vybraných informací o trestním řízení Státním zastupitelstvím
- Zdroj dat pro generování map kriminality